# 森雅美
森 雅美（もり まさみ、1953年 - ）は、日本の弁護士。元九州弁護士会連合会理事長、鹿児島県弁護士会長。消費者問題に数多く取り組んだほか、トンネル塵肺訴訟、中国残留日本人孤児訴訟などの鹿児島訴訟で主導的な役割を果たした。

## 経歴
長崎県出身。長崎県立長崎東高等学校、九州大学法学部卒業後、日本長期信用銀行に入行。同行勤務を経て、1985年に司法試験合格、1988年に弁護士登録。1996年に森法律事務所を開所。鹿児島県弁護士会において副会長（2000年度）、会長（2009年度）、九州弁護士会連合会（九弁連）において理事長（2014年度）をそれぞれ歴任した。

## 活動
- トンネル塵肺訴訟において鹿児島弁護団の事務局長を務めた[3]。鹿児島県では全国最多となる130人が提訴しており、被告企業の倒産もあり和解交渉は難航したが、2002年に事実上の終結を迎えた[4]。原告は謝罪・賠償・塵肺被害の根絶を求めていたが、一連の和解ではそうした要求が盛り込まれ、原告と弁護団が「勝利的和解」と捉える結果となった[3]。
- 1979年に鹿児島県で起きた大崎事件について、冤罪の疑いがあるとして再審開始を求めており、弁護団長を務めている。[5]。2015年2月には第2次再審請求が最高裁判所により退けられたが、同年7月に3回目の再審請求を行った[6]。
- 九弁連理事長在任中には、大崎事件再審への取り組みを踏まえ、取り調べの可視化をはじめとした刑事司法改革の必要性を訴えた[7]。
- 九州電力川内原子力発電所の運転差し止めを求める「原発なくそう！九州川内訴訟」の弁護団長を務める[8]。